# Lista över ordenshistoriografer vid Kungl. Maj:ts Orden
Detta är en lista över Kungl. Maj:ts Ordens historiografer. Ämbetet upphörd 22 mars 1952 och återinfördes 1998.

## Ordenshistoriografer
- 1781–1786: Johan Simmingsköld
- 1787–1797: Carl Gustaf Nordin
- 1797–1806: Magnus Lehnberg
- 1806–1812: Olof Linderholm
- 1812–1822: Matthias Floderus
- 1822–1828: Erik Gustaf Geijer
- 1828–1834: Magnus Laurentius Ståhl
- 1834–: Johan Henrik Schröder
- 1840–1844: B. E. Hildebrand
- 1844–1851: Adolf Arvidsson
- 1850–1854: Carl Wilhelm Böttiger
- 1854–: Bernhard Elise Malmström
- 1880–1887: Claes Annerstedt
- 1888–1899: Victor Örnberg
- 1900–1906: Karl Henrik Karlsson
- 1907–1917: Johan Almquist
- 1917–1925: Herman Brulin
- 1925–1937: Hans Toll
- 1937–1944: Johan Kleberg
- 1944–1952: Bengt Hildebrand
- 1952–1998: Vakant
- 1998–2018: Per Nordenvall
- 2019–2022: Christian Thorén
- 2024– : Martin Sunnqvist